# یواس‌اس سوپریور (۱۸۱۴)
یواس‌اس سوپریور (۱۸۱۴) (به انگلیسی: USS Superior (1814)) یک کشتی بود. این کشتی در سال ۱۸۱۴ ساخته شد.